# Guayaquila xiphias
Guayaquila xiphias är en insektsart som beskrevs av Fabricius. Guayaquila xiphias ingår i släktet Guayaquila och familjen hornstritar. Inga underarter finns listade i Catalogue of Life.